# ジョナス・ブラザーズ ザ・コンサート 3D
『ジョナス・ブラザーズ ザ・コンサート 3D』（原題：Jonas Brothers: The 3D Concert Experience）は、2009年のアメリカのコンサート映画。2009年2月27日に、アメリカ・カナダ・プエルトリコで公開され、その他の国でも順次公開された。音楽グループのジョナス・ブラザーズが主演。
第30回ゴールデンラズベリー賞にて、ジョナス・ブラザーズ全員で最低主演男優賞を受賞した。

## セットリスト

### オープニングクレジット
1. "Intro/Opening Credits" - "Tonight"

### コンサートセットリスト
1. "That's Just the Way We Roll"
2. "Hold On"
3. "BB Good"
4. "Goodnight and Goodbye"
5. "Video Girl"
6. "Gotta Find You"
7. "This Is Me" (デミ・ロヴァート & ジョナス・ブラザーズ)
8. "Hello Beautiful"
9. "Still In Love With You"
10. "Pushin' Me Away"
11. "Should've Said No" (テイラー・スウィフト & ジョナス・ブラザーズ)
12. "Love Is on Its Way" (Music Video)
13. "S.O.S."
14. "Burnin' Up"

#### DVDの拡張版パフォーマンス
1. "Can't Have You"
2. "A Little Bit Longer"

#### DVDの追加ボーナスパフォーマンス
1. "LoveBug"
2. "Shelf"

#### クレジット
1. "Tonight"
2. "Shelf"
3. "Lovebug"

#### BGM
1. "Lovebug"
2. "Live to Party"
3. "Play My Music"

##### 省略された歌
1. "I'm Gonna Getcha Good" (シャナイア・トゥエインのカバー) (ライブレコーディングはサウンドトラックに含まれた。)
2. "Year 3000"
3. "When You Look Me In the Eyes"

## サウンドトラック
映画のサウンドトラックは映画公開の3日前の2月24日にリリースされた。サウンドトラックは、ヒットチャートで初登場でトップになると予想されたが、Billboard 200では初登場3位だった。

### 収録曲
1. That's Just the Way We Roll
2. Hold On
3. BB Good
4. Video Girl
5. This Is Me
6. Hello Beautiful
7. Pushin' Me Away
8. Should've Said No
9. I'm Gonna Getcha Good
10. S.O.S.
11. Burnin' Up
12. Tonight
13. Live to Party
14. Love Is On Its Way

### チャート
| Charts (2009)                | Peak Position |
| ---------------------------- | ------------- |
| Australian ARIA Albums Chart | 92            |

## 公開日
| 公開国           | 公開日        |
| ---------------- | ------------- |
| アメリカ合衆国   | 2009年2月27日 |
| カナダ           | 2009年2月27日 |
| プエルトリコ     | 2009年2月27日 |
| クウェート       | 2009年2月26日 |
| ペルー           | 2009年3月3日  |
| フィリピン       | 2009年3月4日  |
| チリ             | 2009年3月5日  |
| メキシコ         | 2009年3月6日  |
| コロンビア       | 2009年3月6日  |
| パナマ           | 2009年3月20日 |
| シンガポール     | 2009年4月9日  |
| ベネズエラ       | 2009年4月17日 |
| アルゼンチン     | 2009年4月23日 |
| エルサルバドル   | 2009年4月24日 |
| アイスランド     | 2009年4月24日 |
| ニュージーランド | 2009年5月7日  |
| ブラジル         | 2009年5月8日  |
| オーストラリア   | 2009年5月14日 |
| スペイン         | 2009年6月5日  |
| イギリス         | 2009年5月29日 |
| インドネシア     | 2009年6月12日 |
| 日本             | 2009年6月6日  |
| ドイツ           | 2009年8月22日 |
| トルコ           | 2009年5月1日  |